# Französische Rugby-Union-Meisterschaft 1930/31
Die Saison 1930/31 war die 35. Austragung der französischen Rugby-Union-Meisterschaft (französisch Championnat de France de rugby à XV). Sie umfasste 40 Mannschaften in der ersten Division (heutige Top 14).
In den Saisons 1930/31 und 1931/32 gab es eine weitere Meisterschaft des dissidenten Verbandes Union française de rugby amateur (UFRA). Er hatte sich von der Fédération française de rugby abgespalten, um gegen den Scheinamateurismus zu protestieren, der den französischen Rugbysport erfasst und zum Ausschluss aus den Five Nations geführt hatte. Die UFRA-Vereine kehrten auf die Saison 1932/33 hin wieder zur offiziellen Meisterschaft zurück.
Diese begann mit der ersten Gruppenphase, bei der in acht Gruppen je fünf Mannschaften aufeinander trafen. Dabei zogen jeweils die Erst- bis Drittplatzierten in die zweite Gruppenphase ein und spielten anschließend in acht Dreiergruppen um die Teilnahme an der Finalphase. Es folgten Viertel- und Halbfinale. Im Endspiel, das am 10. Mai 1931 im Parc Lescure in Bordeaux stattfand, trafen die beiden Halbfinalsieger aufeinander und spielten um den Bouclier de Brennus. Dabei setzte sich der RC Toulon gegen Lyon Olympique Universitaire durch und errang zum ersten Mal den Meistertitel.

## Erste Gruppenphase
|    | Team                  | Siege | Unent. | Ndlg. | Spiel- punkte | Diff. | Tabellen- punkte |
| -- | --------------------- | ----- | ------ | ----- | ------------- | ----- | ---------------- |
| 1. | RC Toulon             | 4     | 0      | 0     | 74:16         | + 58  | 12               |
| 2. | US Coarraze-Nay       | 2     | 0      | 2     | 14:62         | − 48  | 8                |
| 3. | CA Villeneuve-sur-Lot | 2     | 0      | 2     | 49:31         | + 18  | 8                |
| 4. | Stade Pézenas         | 1     | 0      | 3     | 21:37         | − 16  | 6                |
| 5. | AS Roanne             | 1     | 0      | 3     | 14:26         | − 12  | 6                |

|    | Team            | Siege | Unent. | Ndlg. | Spiel- punkte | Diff. | Tabellen- punkte |
| -- | --------------- | ----- | ------ | ----- | ------------- | ----- | ---------------- |
| 1. | FC Lézignan     | 3     | 1      | 0     | 27:3          | + 24  | 11               |
| 2. | US Montauban    | 3     | 0      | 1     | 17:19         | − 2   | 10               |
| 3. | CA Périgueux    | 2     | 1      | 1     | 24:9          | + 15  | 9                |
| 4. | US Cognac       | 1     | 0      | 3     | 10:30         | − 20  | 6                |
| 5. | Stade Hendayais | 0     | 0      | 4     | 9:26          | − 17  | 4                |

|    | Team        | Siege | Unent. | Ndlg. | Spiel- punkte | Diff. | Tabellen- punkte |
| -- | ----------- | ----- | ------ | ----- | ------------- | ----- | ---------------- |
| 1. | SU Agen     | 4     | 0      | 0     | 39:0          | + 39  | 12               |
| 2. | RC Narbonne | 3     | 0      | 1     | 37:6          | + 31  | 10               |
| 3. | US Dax      | 1     | 1      | 2     | 14:25         | − 11  | 7                |
| 4. | SA Bordeaux | 1     | 1      | 2     | 14:17         | − 3   | 7                |
| 5. | US Bressane | 0     | 0      | 4     | 6:62          | − 56  | 4                |

|    | Team               | Siege | Unent. | Ndlg. | Spiel- punkte | Diff. | Tabellen- punkte |
| -- | ------------------ | ----- | ------ | ----- | ------------- | ----- | ---------------- |
| 1. | CS Vienne          | 3     | 1      | 0     | 19:6          | + 13  | 11               |
| 2. | AS Béziers         | 2     | 2      | 0     | 21:3          | + 18  | 10               |
| 3. | AS Soustons        | 1     | 2      | 1     | 6:10          | − 4   | 8                |
| 4. | AS Bort-les-Orgues | 1     | 1      | 2     | 9:11          | − 2   | 7                |
| 5. | Valence Sportif    | 0     | 0      | 4     | 0:25          | − 25  | 4                |

|    | Team                  | Siege | Unent. | Ndlg. | Spiel- punkte | Diff. | Tabellen- punkte |
| -- | --------------------- | ----- | ------ | ----- | ------------- | ----- | ---------------- |
| 1. | Racing Club de France | 4     | 0      | 0     | 49:6          | + 43  | 12               |
| 2. | US Quillan            | 3     | 0      | 1     | 66:14         | + 52  | 10               |
| 3. | US Thuir              | 1     | 0      | 3     | 10:21         | − 11  | 6                |
| 4. | FC Oloron             | 1     | 0      | 3     | 19:58         | − 39  | 6                |
| 5. | US Oyonnax            | 1     | 0      | 3     | 32:77         | − 45  | 6                |

|    | Team             | Siege | Unent. | Ndlg. | Spiel- punkte | Diff. | Tabellen- punkte |
| -- | ---------------- | ----- | ------ | ----- | ------------- | ----- | ---------------- |
| 1. | CA Bègles        | 3     | 1      | 0     | 41:11         | + 30  | 11               |
| 2. | AS Montferrand   | 2     | 2      | 0     | 60:6          | + 54  | 10               |
| 3. | FC Auch          | 2     | 0      | 2     | 39:43         | − 4   | 8                |
| 4. | US Tyrosse       | 1     | 1      | 2     | 20:14         | + 6   | 7                |
| 5. | Stade Illibérien | 0     | 0      | 4     | 13:99         | − 86  | 4                |

|    | Team         | Siege | Unent. | Ndlg. | Spiel- punkte | Diff. | Tabellen- punkte |
| -- | ------------ | ----- | ------ | ----- | ------------- | ----- | ---------------- |
| 1. | Lyon OU      | 4     | 0      | 0     | 63:6          | + 57  | 12               |
| 2. | Boucau Stade | 1     | 2      | 1     | 12:33         | − 21  | 8                |
| 3. | SC Albi      | 1     | 1      | 2     | 12:29         | − 17  | 7                |
| 4. | CA Brive     | 1     | 1      | 2     | 15:26         | − 11  | 7                |
| 5. | CASG Paris   | 1     | 0      | 3     | 15:23         | − 8   | 6                |

|    | Team                | Siege | Unent. | Ndlg. | Spiel- punkte | Diff. | Tabellen- punkte |
| -- | ------------------- | ----- | ------ | ----- | ------------- | ----- | ---------------- |
| 1. | Arléquins Perpignan | 3     | 3      | 0     | 22:6          | + 16  | 9                |
| 2. | TOEC                | 2     | 1      | 1     | 13:3          | + 10  | 9                |
| 3. | AS Bayonne          | 2     | 1      | 1     | 12:15         | − 3   | 9                |
| 4. | FC Lourdes          | 2     | 0      | 2     | 23:24         | − 1   | 8                |
| 5. | Bordeaux EC         | 0     | 1      | 3     | 6:28          | − 22  | 5                |

## Zweite Gruppenphase
|    | Team                | Siege | Unent. | Ndlg. | Spiel- punkte | Diff. | Tabellen- punkte |
| -- | ------------------- | ----- | ------ | ----- | ------------- | ----- | ---------------- |
| 1. | RC Toulon           | 2     | 0      | 0     | 19:8          | + 11  | 6                |
| 2. | Arléquins Perpignan | 1     | 0      | 1     | 14:3          | + 11  | 4                |
| 3. | FC Auch             | 0     | 0      | 2     | 8:30          | − 22  | 2                |

|    | Team                  | Siege | Unent. | Ndlg. | Spiel- punkte | Diff. | Tabellen- punkte |
| -- | --------------------- | ----- | ------ | ----- | ------------- | ----- | ---------------- |
| 1. | Lyon OU               | 2     | 0      | 0     | 27:17         | + 10  | 6                |
| 2. | CA Villeneuve-sur-Lot | 1     | 0      | 1     | 24:22         | + 2   | 4                |
| 3. | AS Bayonne            | 0     | 0      | 2     | 14:26         | − 12  | 2                |

|    | Team            | Siege | Unent. | Ndlg. | Spiel- punkte | Diff. | Tabellen- punkte |
| -- | --------------- | ----- | ------ | ----- | ------------- | ----- | ---------------- |
| 1. | SU Agen         | 2     | 0      | 0     | 76:6          | + 70  | 6                |
| 2. | TOEC            | 0     | 1      | 1     | 3:24          | − 21  | 3                |
| 3. | US Coarraze-Nay | 0     | 1      | 1     | 3:52          | − 49  | 3                |

|    | Team                  | Siege | Unent. | Ndlg. | Spiel- punkte | Diff. | Tabellen- punkte |
| -- | --------------------- | ----- | ------ | ----- | ------------- | ----- | ---------------- |
| 1. | Racing Club de France | 2     | 0      | 0     | 14:9          | + 5   | 6                |
| 2. | CA Périgueux          | 1     | 0      | 1     | 14:6          | + 8   | 4                |
| 3. | AS Soustons           | 0     | 0      | 2     | 4:17          | − 13  | 2                |

|    | Team                | Siege | Unent. | Ndlg. | Spiel- punkte | Diff. | Tabellen- punkte |
| -- | ------------------- | ----- | ------ | ----- | ------------- | ----- | ---------------- |
| 1. | Boucau Tarnos Stade | 1     | 1      | 0     | 5:3           | + 2   | 5                |
| 2. | CA Bègles           | 1     | 1      | 0     | 14:6          | + 8   | 5                |
| 3. | AS Béziers          | 0     | 0      | 2     | 9:19          | − 10  | 2                |

|    | Team           | Siege | Unent. | Ndlg. | Spiel- punkte | Diff. | Tabellen- punkte |
| -- | -------------- | ----- | ------ | ----- | ------------- | ----- | ---------------- |
| 1. | AS Montferrand | 1     | 1      | 0     | 9:3           | + 6   | 5                |
| 2. | FC Lézignan    | 1     | 1      | 0     | 21:3          | + 18  | 5                |
| 3. | US Thuir       | 0     | 0      | 2     | 0:24          | − 24  | 2                |

|    | Team        | Siege | Unent. | Ndlg. | Spiel- punkte | Diff. | Tabellen- punkte |
| -- | ----------- | ----- | ------ | ----- | ------------- | ----- | ---------------- |
| 1. | RC Narbonne | 2     | 0      | 0     | 18:3          | + 15  | 6                |
| 2. | CS Vienne   | 1     | 0      | 1     | 3:3           | ± 0   | 4                |
| 3. | SC Albi     | 0     | 0      | 2     | 3:18          | − 15  | 2                |

|    | Team         | Siege | Unent. | Ndlg. | Spiel- punkte | Diff. | Tabellen- punkte |
| -- | ------------ | ----- | ------ | ----- | ------------- | ----- | ---------------- |
| 1. | US Quillan   | 1     | 0      | 1     | 8:8           | ± 0   | 4                |
| 2. | US Dax       | 1     | 0      | 1     | 8:4           | + 4   | 4                |
| 3. | US Montauban | 1     | 0      | 1     | 7:11          | − 4   | 4                |

## Finalphase

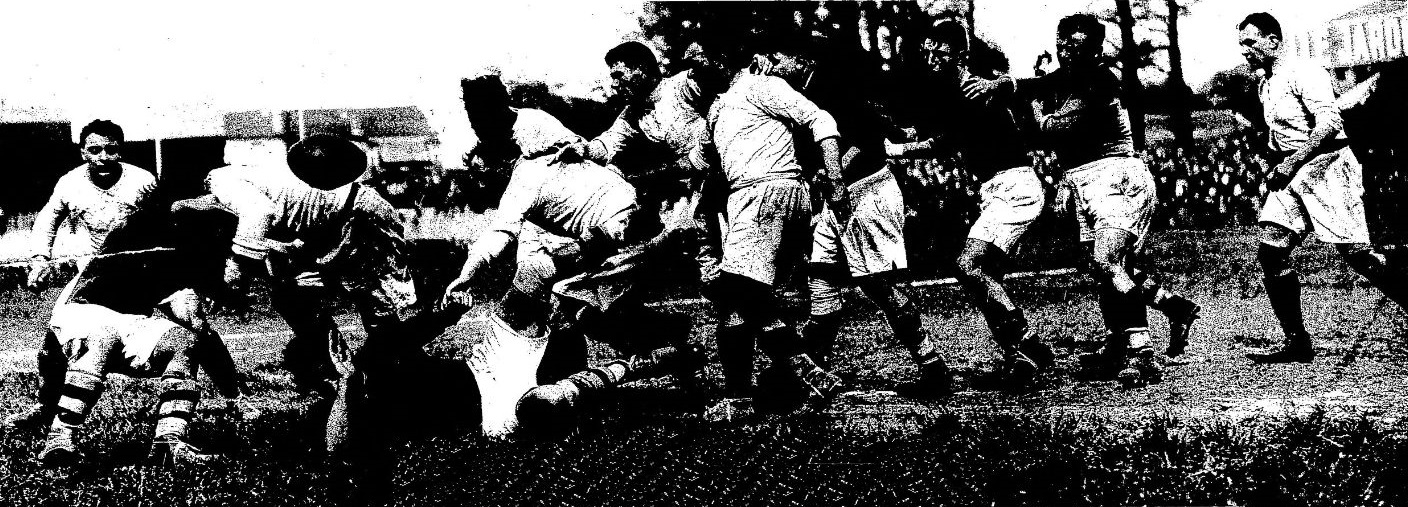
Spielszene im Meisterschaftsfinale

### Viertelfinale
| Datum         | Begegnung                                            | Ergebnis |
| ------------- | ---------------------------------------------------- | -------- |
| 26. Apr. 1931 | RC Toulon – AS Montferrand                           | 06:4     |
| 26. Apr. 1931 | RC Narbonne – Boucau Stade                           | 06:0     |
| 26. Apr. 1931 | Lyon Olympique Universitaire – Racing Club de France | 07:6     |
| 26. Apr. 1931 | SU Agen – US Quillan                                 | 25:0     |

### Halbfinale
| Datum       | Begegnung                              | Ergebnis |
| ----------- | -------------------------------------- | -------- |
| 3. Mai 1931 | RC Toulon – RC Narbonne                | 09:0     |
| 3. Mai 1931 | Lyon Olympique Universitaire – SU Agen | 11:8     |

### Finale
| 10. Mai 1931 | RC Toulon                          | 6 : 3   | Lyon Olympique Universitaire | Parc Lescure, Bordeaux Zuschauer: 10.000 Schiedsrichter: Abel Martin |
| 10. Mai 1931 | Versuche: Borréani (1) Servole (1) | Bericht | Versuche: Panel              | Parc Lescure, Bordeaux Zuschauer: 10.000 Schiedsrichter: Abel Martin |

Aufstellungen
RC Toulon: Étienne Allègre, Marcel Baillette, Paul Barrère, Auguste Borréani, Eugène Chaud, Amédée Couadou, Eugène Delangre, Jacques Farré, Jules Hauc, Joseph Lafontan, Émile Lamothe, Jean Manciet, René Namur, Léopold Servole, Michel Vails
Lyon Olympique Universitaire: Georges Battle, Billerac, Jean Brial, Fernand Cartier, Roger Claudel, Gabriel Dubois, Paul Durand, Vincent Graule, Lucien Laffond, Henri Marty, Fleury Panel, Jean Rat, Jean Siré, Louis Valin, André Vincent

## Meisterschaft der UFRA
Die zwölf in der dissidenten UFRA organisierten Vereine führten ihre eigene Meisterschaft durch. Den Titel errang Stade Toulousain.
Schlusstabelle:
|     | Team               |
| --- | ------------------ |
| 01. | Stade Toulousain   |
| 02. | Stade Français     |
| 03. | Section Paloise    |
| 04. | Biarritz Olympique |
| 05. | US Perpignan       |
| 06. | Aviron Bayonnais   |
| 07. | USA Limoges        |
| 08. | US Carcassonne     |
| 09. | FC Grenoble        |
| 10. | Stade Bordelais    |
| 11. | FC Lyon            |
| 12. | Stade Nantais      |